# Marcha Exploratoria
Las marchas exploratorias son rutas urbanas hechas por mujeres que permiten efectuar comprobaciones in situ de los elementos que pueden mejorar su percepción de seguridad y su utilidad de los espacios públicos (iluminación, mobiliario urbano, accesibilidad, arbolado y verde urbano, etc.). 

## Historia
Surgieron en los Estados Unidos de América a finales de los años setenta. Inicialmente, estas caminatas eran realizadas por las vecinas, quienes, preocupadas por la seguridad personal, recorrían sus barrios de noche para vigilar la actividad en las calles. Su propósito al rehacer las rutas nocturnas era identificar los elementos que consideraban peligrosos y hacer los cambios necesarios.  Este método ya se ha extendido de manera generalizada. 

## Definición
Es un método de investigación orientado a intervenir socialmente en una zona específica. Va más allá de la simple observación y entrevistas, abarcando un conjunto más amplio de actividades. Estas acciones son esenciales en comunidades cultural, étnica, religiosa y socialmente diversas, con el objetivo de fomentar una mejor comprensión y desarrollo de la zona explorada. 
Desde una perspectiva de género, las marchas exploratorias tienen como objetivo asegurar que todos los habitantes de la ciudad puedan apropiarse plenamente de su entorno. En especial, dado el mayor riesgo de agresiones que enfrentan las mujeres, el diseño y la organización del espacio público deben enfocarse en prevenir y combatir todas las formas de violencia de género. Es de suma importancia adaptar los espacios a las actividades cotidianas, reconfigurar la seguridad considerando la prevención de violencias, y garantizar que todas las voces sean escuchadas en la construcción del espacio público. La percepción de inseguridad en el entorno urbano, especialmente entre las mujeres, se refleja en estadísticas de delitos y experiencias de acoso sexual, lo que subraya la importancia de dichas intervenciones.

## Metodología
Se caracteriza por su enfoque en el análisis y la intervención social en espacios compartidos, combinando tres características fundamentales: el carácter exploratorio, la movilidad y la participación activa. Como estudio exploratorio, esta metodología integra funciones cognitivas y prácticas y se refiere a la versión móvil de la investigación-acción participativa. Abarca diferentes factores como la implementación de un enfoque analítico y de acción que no solo busca datos estadísticos, sino que también busca promover cambios sociales en el espacio de estudio. La movilidad permite explorar la relación entre el espacio y la vida comunitaria y mantener conversaciones sobre los fenómenos, procesos y regularidades observados. De igual manera, en la participación activa, los cowalkers o “compañeros de recorrido” actúan como guías que, además de aportar conocimiento de la localidad, ofrecen perspectivas realistas. Amplían la comprensión del contexto social y cultural, lo que resulta fundamental para el éxito de la intervención. Esta metodología facilita una comprensión más profunda y significativa que permite conocer el contexto social y físico del área explorada.

### Objetivos
Tiene como objetivo general reconocer problemáticas que existen en las calles para visibilizar percepciones de sectores focalizados sobre inseguridad y violencia, tanto en el ámbito privado, como público. Dicho objetivo consiste en crear y complementar un análisis cuantitativo sobre la percepción de seguridad e inseguridad que existe en la zona para las mujeres y con esto identificar espacios de peligro o violencia que vulneren los derechos fundamentales de la mujer como el derecho a una vida libre de violencia, el derecho a la libertad y la seguridad personal, a la libertad de circulación, a no ser discriminadas y el derecho a decidir sobre su vida sexual y reproductiva. Este análisis permite identificar las zonas de seguridad y los servicios de ayuda proporcionados por la comunidad.  

### Ventajas
- Tener colonias más seguras y prevenir casos de violencia.
- Incorporar la experiencia directa de las mujeres que viven en los entornos analizados.
- Empoderar la experiencia individual y comunitaria que las mujeres tienen en relación con los lugares donde viven, visualizando su derecho a la ciudad y al uso del espacio público.
- Promocionar actuaciones coproducidas con las personas que viven o trabajan en el espacio o lo utilizan.
- Identificar características físicas, sociales y medioambientales para mejorar la seguridad y el espacio urbano.
- Realizar un reconocimiento del espacio y de las actividades que se hacen en él, para valorar aspectos de seguridad y autonomía, también vinculados a las violencias machistas. [3]

## Aplicaciones por país

### México
Un ejemplo de la implementación de marcha exploratoria con perspectiva de género, se realizó en el estado de Morelos, específicamente en Cuernavaca, donde participó el Instituto de la Mujer de Cuernavaca. Dicha marcha se llevó a cabo en la delegación Benito Juárez García, donde se realizó un recorrido por varias calles del Barrio de Gualupita, con el fin de identificar posibles factores que podrían poner en riesgo la seguridad de los habitantes. Al iniciar la marcha, la titular de la delegación, Deyanira Hernández, explicó que la finalidad de la marcha era atender puntualmente los puntos críticos que requerían intervención prioritaria, como la mejoría de seguridad, reparación de luminaria y la acumulación de basura. Además del recorrido sobre las calles principales, se instaló una unidad móvil con el objetivo de informar acerca de los servicios de atención y programas disponibles para mujeres, ofreciendo apoyo en psicología y asesoría legal, así como talleres enfocados en fortalecer la autonomía económica y en promover acciones de prevención para una vida libre de violencia. 
Otra marcha exploratoria realizada con perspectiva de género se llevó a cabo en Zacatecas, en donde se organizó un estudio realizado por el Programa de Fortalecimiento para La Seguridad para determinar la inseguridad que existía en diferentes recorridos en la alcaldía Benito Juárez. La marcha se realizó durante él día y noche, en ellos se encontró que existía una polarización de la percepción de seguridad, identificaron lugares como lotes baldíos, callejones, obras en construcción y áreas con maleza o arroyos como zonas propensas para esconderse potenciales delincuentes. Estas áreas, junto con la falta de iluminación en las calles, limitan sus rutas seguras y de escape en situaciones de riesgo. Además, señalaron la escasez de servicios de seguridad pública, ya que el personal municipal realiza pocos patrullajes, especialmente en las noches, llegando a contar solo uno por noche.

### España
El 15 de diciembre del 2023, se realizó una marcha exploratoria en el barrio de Vallcarca con el objetivo de detectar necesidades y generar un debate ciudadano en cuanto a los usos y elementos que se le pueden dar en torno al futuro Parque Central de Vallcarca. La marcha forma parte de un proceso participativo donde se invitó a los vecinos del barrio a hacer el recorrido. Asistieron 15 personas al recorrido donde aportaron ideas fundamentales para la mejora y futuro del Parque Central de Vallcarca. 
En el 2021 también se realizaron marchas exploratorias con el objetivo de explorar tres municipios del Tarragonés (La Canonja, Roda de Barà y La Pobla de Mafumet) para tener un diagnóstico de cada municipio sobre la percepción de seguridad de las mujeres en el espacio. Se realizaron marchas separatistas donde se analizó el espacio público a través de las experiencias cotidianas de las mujeres y de su percepción de seguridad. De cada marcha se elaboró un informe de resultados, así como recomendaciones para incorporar una perspectiva feminista en la seguridad urbana.

### Italia
La Marcha de Figline fue un taller realizado el 28 de enero de 2017 en Figline, Italia, organizado por el Comune de Figline e Incisa Valdarno. Este evento, que formó parte del MOREcongress, contó con la participación de arquitectos locales, miembros del congreso y representantes de la administración pública. Durante un periodo de tres horas, los asistentes trabajaron en conjunto para examinar los espacios cotidianos de Figline desde una perspectiva interseccional de género. El taller se estructuró en dos partes: una primera fase de sensibilización, que incluyó tanto reflexión individual como colectiva, y una segunda fase de análisis crítico mediante una ruta urbana.